# Série 0750 da CP
A Série 0750 (0751-0766) foi um tipo de automotora, utilizada pela operadora Caminhos de Ferro Portugueses nos Ramais de Figueira da Foz, Lousã e Alfarelos, em Portugal.

## História

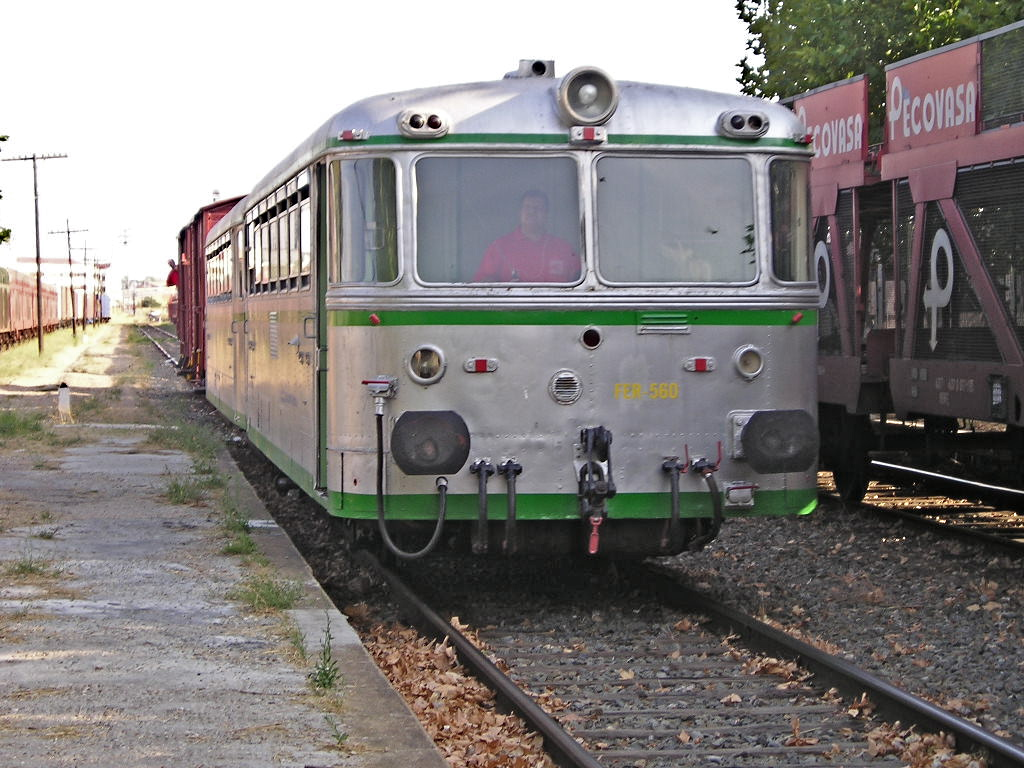
Automotora da Série 591 da Red Nacional de Ferrocarriles Españoles, preservada pela Asociación de Amigos del Ferrocarril de Valladolid.

As automotoras da série original espanhola começaram a ser construídas em 1966, por um consórcio das empresas Waggonfabrik Uerdingen AG e Construções Espanholas. Estiveram ao serviço da Red Nacional de Ferrocarriles Españoles, até serem adquiridas pela CP entre 1979 e 1980.

## Descrição
Esta série era composta por dezasseis automotoras, com a numeração de 0751 a 0766. Quatro destes veículos, com os números 753, 758, 759 e 763, tinham um compartimento para o correio.
Realizaram serviços nos Ramais de Alfarelos, Figueira da Foz, e Lousã.

## Ficha técnica
- Características de exploração
  - Ano de entrada ao serviço:1979 - 1980[1]
  - Número de unidades: 12[2]
- Dados gerais
  - Data de construção: 1970
  - Construtor: Waggonfabrik Uerdingen AG e Construções Espanholas[1]
  - Bitola: 1668 mm[2]